# Steinkreuzgruppe in Wolframs-Eschenbach

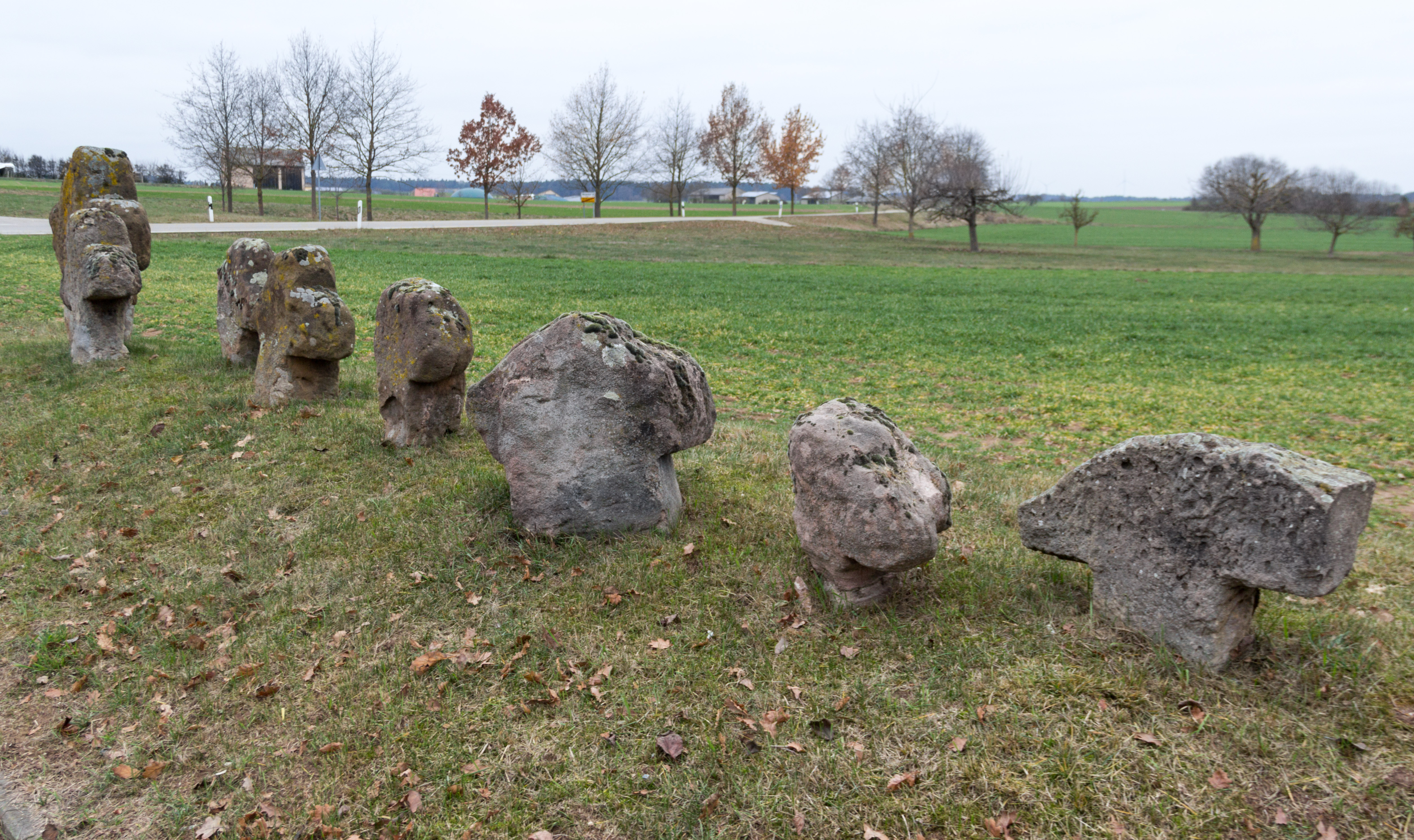
Steinkreuze in Wolframs-Eschenbach

Die Steinkreuzgruppe in Wolframs-Eschenbach ist eine Ansammlung von acht historischen Steinkreuzen in der mittelfränkischen Stadt Wolframs-Eschenbach im Landkreis Ansbach in Bayern.

## Lage
Das Steinkreuznest befindet sich am südwestlichen Ortsausgang von Wolframs-Eschenbach in der Merkendorfer Straße (Staatsstraße 2220), Abzweigung Waizendorfer Straße.

## Beschreibung

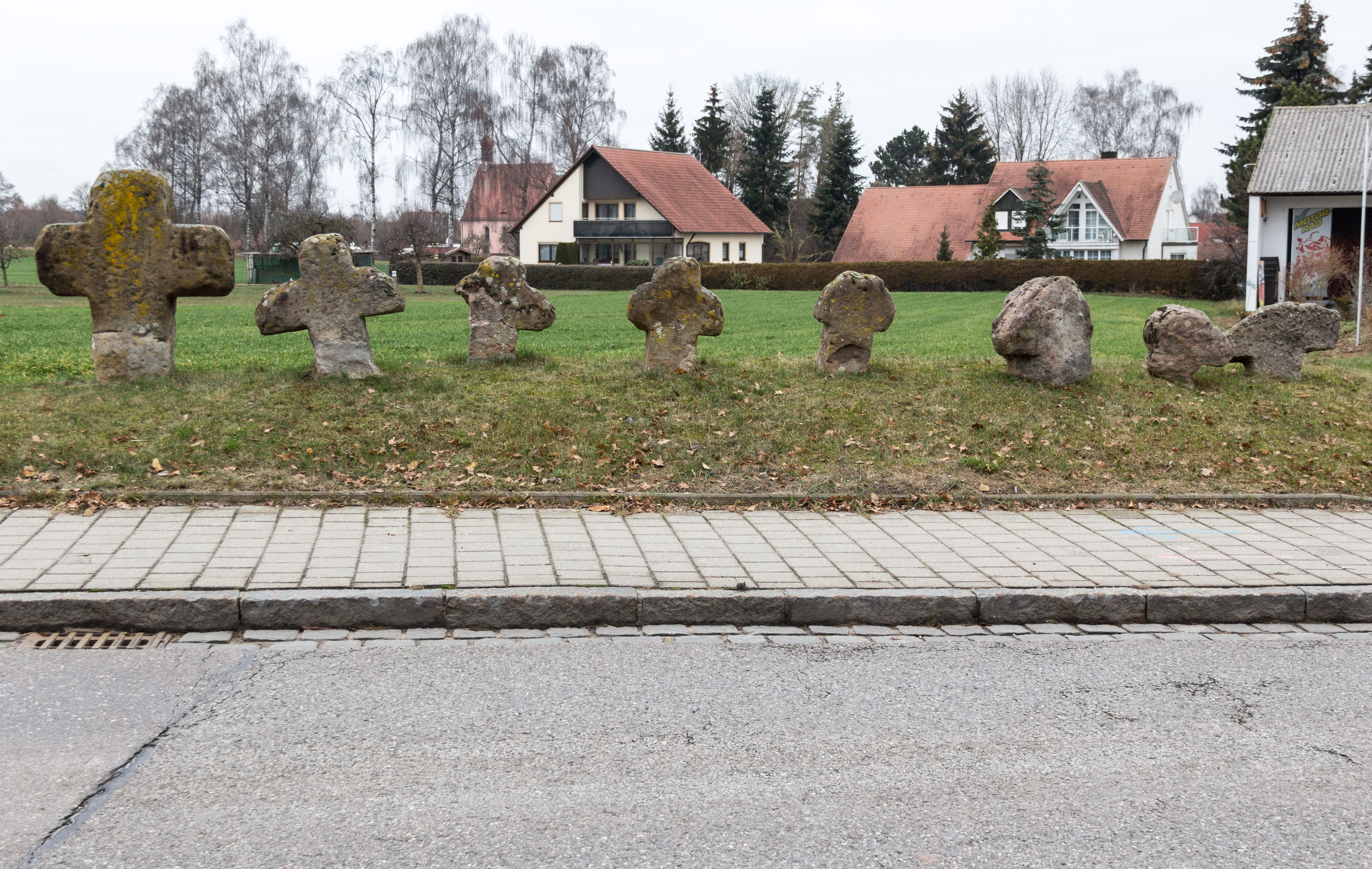
Sicht auf den Standort

Die Gruppe besteht aus insgesamt sieben Steinkreuzen und einem Sockel eines ehemaligen Steinkreuzes. Es ist damit die größte Ansammlung derartiger Kreuze in Bayern. Ursprünglich waren es nur fünf Steinkreuze und diese sollen angeblich aus dem Jahre 1680 stammen. Andere Quellen berichten jedoch, dass die Kreuze vermutlich wie die meisten ihrer Art aus dem Spätmittelalter um 1500 stammen. Diese fünf Steinkreuze sind vom Bayerischen Landesamt für Denkmalpflege als Baudenkmal (D-5-71-229-48) ausgewiesen. 
Bei Straßenbaumaßnahmen im Jahre 1957 wurden die fünf Kreuze von ihrem ursprünglichen Standort nach Norden versetzt. Dabei hat man zwei weitere Steinkreuze von ihren ursprünglichen Standorten am Reuterer-Weg und Gerbersdorfer Weg dorthin versetzt. 1958 mussten die Kreuze nach einem Motorradunfall restauriert werden.
1994 wurden die Kreuze im Rahmen erneuter Straßenbaumaßnahmen nochmals weiter nach Norden versetzt. Dabei ließ die Stadtverwaltung die Kreuze auch restaurieren. Zusätzlich wurde der Sockel eines Kreuzes als achtes Steinkreuz aufgestellt, obwohl es nur sieben wirkliche Steinkreuze sind. 
Der heutige Erhaltungszustand (Dezember 2018) der Steinkreuze ist sehr unterschiedlich. 
Es handelt sich hierbei um sogenannte Sühnekreuze. 

### Sage
Der eigentliche Grund der Aufstellung ist verloren gegangen. Nach einer Sage soll an dieser Stelle im Jahre 1500 ein Zigeuner seine Frau und seine drei Kinder umgebracht und anschließend Selbstmord begangen haben. Der Grund der Tat soll die Weigerung der Stadt von Unterkunft gewesen sein.

### Kreuz 1
Das Kreuz links (Blickrichtung von der Straße) ist das größte und wuchtigste der Gruppe. Das Sandsteinkreuz hat die Form eines Lateinisches Kreuzes und misst etwa 123 cm × 106 cm × 33 cm. 
Es ist am Fuß gebrochen und repariert. Der abgebrochenen Fuß wurde bei der Neuaufstellung nach unten verlängert, um die Proportionen symmetrischer erscheinen zu lassen. Das Kreuz ist mäßig stark verwittert und Arme sowie der Kopf des Kreuzes sind gerundet.

### Kreuz 2
Das nächste Kreuz ist das zweitgrößte der Gruppe. Das Sandsteinkreuz hat die Form eines Lateinisches Kreuzes und misst etwa 84 cm × 83 cm × 25 cm. Es ist am Fuß gebrochen und repariert. Der abgebrochenen Fuß wurde bei der Neuaufstellung teilrekonstruiert. Das Kreuz ist leicht schräg aufgestellt und mäßig stark verwittert. Die Kreuzarme sind verstümmelt und wie der Kopf stark abgerundet.

### Kreuz 3
Das dritte Kreuz ist etwas nach hinten versetzt. Das Sandsteinkreuz hat die angedeutete Form eines Kleeblattkreuzes und misst etwa 70 cm × 61 cm × 23 cm. Es ist nur noch fragmentarisch erhalten und wurde ergänzt. Fuß und Einzelteile hat man in Anlehnung an die mutmaßlich ursprüngliche Form wieder zusammengesetzt. Das Kreuz ist stark beschädigt. Kopf und Arme sind abgerundet.

### Kreuz 4
Das nächste Kreuz ist ähnlich wie Kreuz 3. Das Sandsteinkreuz hat die angedeutete Form eines Kleeblattkreuzes und misst etwa 71 cm × 59 cm × 22 cm. Der Fuß wurde nach unten hin ergänzt. Arme und Kopf sind beschädigt und gerundet.

### Kreuz 5
Das fünfte und ursprünglich letzte Kreuz weist stärkere Beschädigungen auf. Das Sandsteinkreuz hat die angedeutete Form eines Kleeblattkreuzes und misst etwa 68 cm × 47 cm × 21 cm. Der Fuß weist an der zur Straße zugewandten Seite einige Abplatzer auf und wurde nach unten hin ergänzt. Möglicherweise hatte das Kreuz zwischen Kopf und Armen ursprünglich Sektorenstützen. Durch Verwitterung und Abschliff sind diese nur noch andeutungsweise erkennbar. Der Kopf ist flach und die Arme sind stark verkürzt und abgerundet.

### Kreuz 6
Das sechste Kreuz wurde 1957 zur Gruppe dazugestellt. Die ursprüngliche Form des Sandsteinkreuzes ist nicht mehr erkennbar und stark verstümmelt. Aufgrund der ungewöhnlichen Dicke könnte es ursprünglich aber wuchtig gewesen sein und zwischen Armen und Kopf Sektorenstützen gehabt haben. Heute misst es nur noch etwa 71 cm × 72 cm × 36 cm. Arme und Kopf sind stark abgeschliffen.

### Kreuz 7
Das nächste Kreuz wurde ebenfalls 1957 zur Gruppe dazugestellt. Die ursprüngliche Form des Sandsteinkreuzes ist ebenfalls nicht mehr erkennbar und stark verstümmelt. Zwischen Armen und Kopf könnte es Sektorenstützen gehabt haben. Heute misst es nur noch etwa 54 cm × 55 cm × 24 cm. Die Kreuzform ist nur noch zu erahnen.

### Kreuz 8 (Sockel)
Das letzte Kreuz ist nur ein Sockel eines ehemaligen Steinkreuzes. Der Sockel wurde 1994 zur Gruppe dazugestellt und misst etwa 54 cm × 80 cm × 17 cm. Der Sockel ist gut erhalten und weist Bearbeitungsspuren, sogenannte Schrämspuren auf.

## Bildergalerie

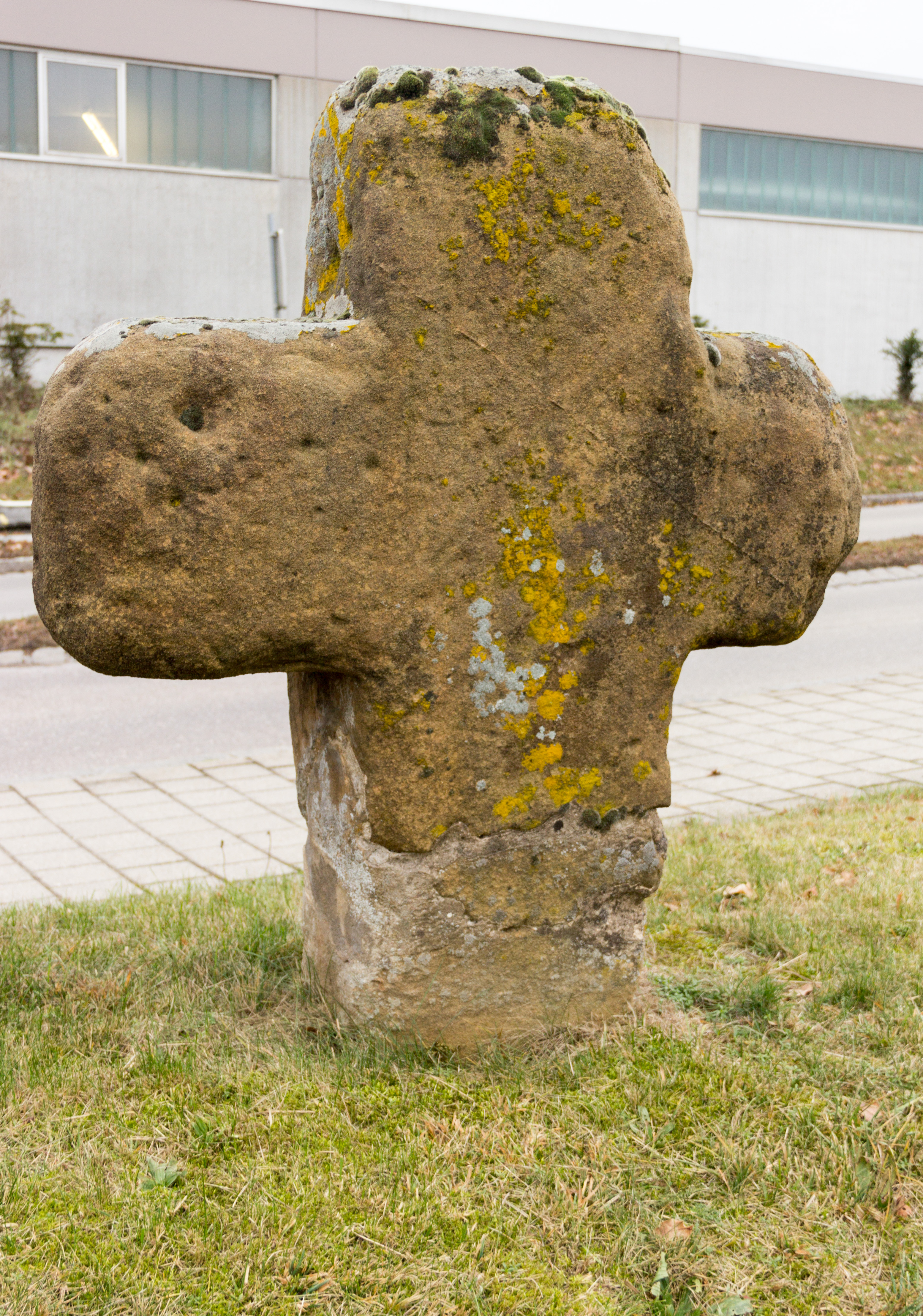
Kreuz 1
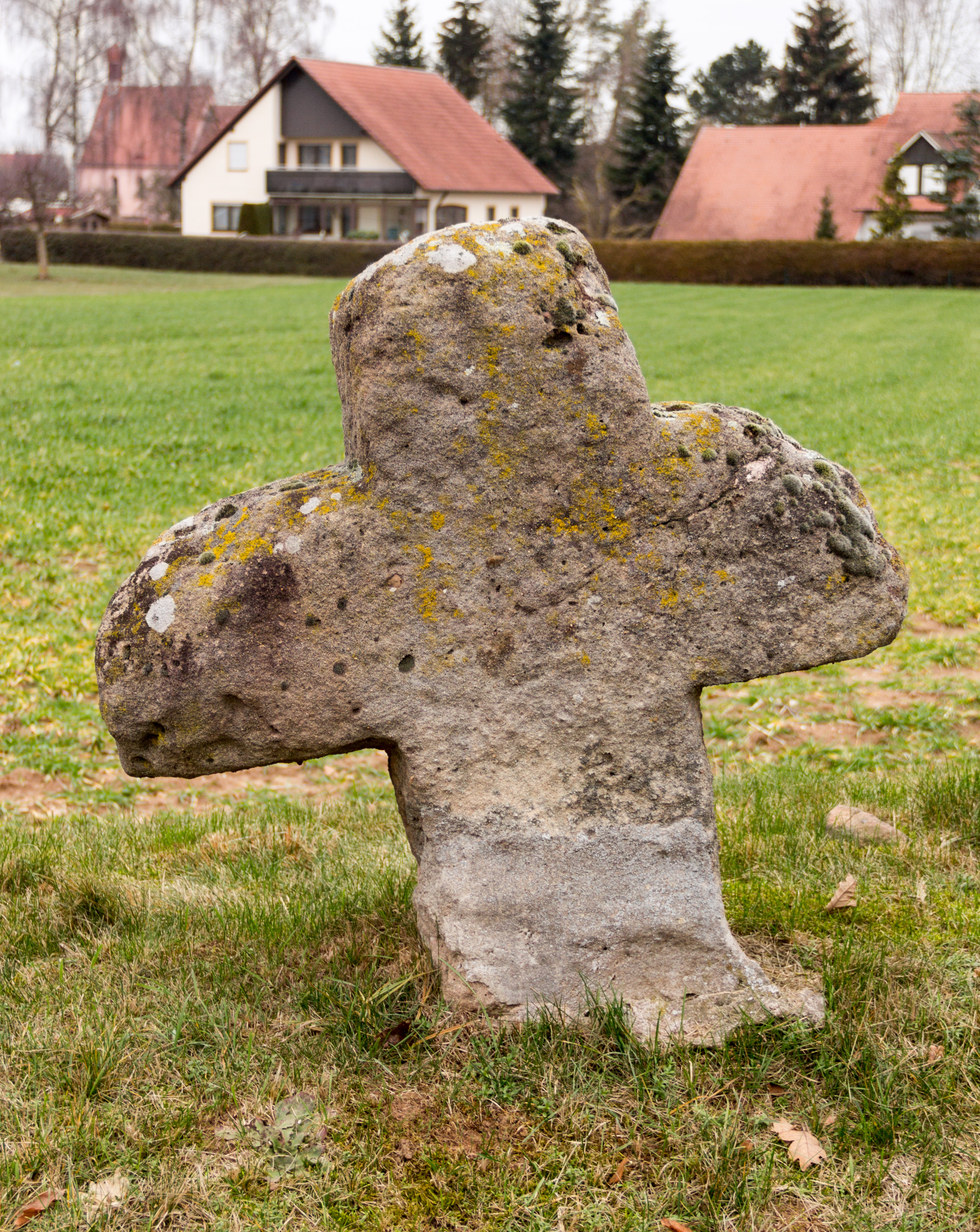
Kreuz 2
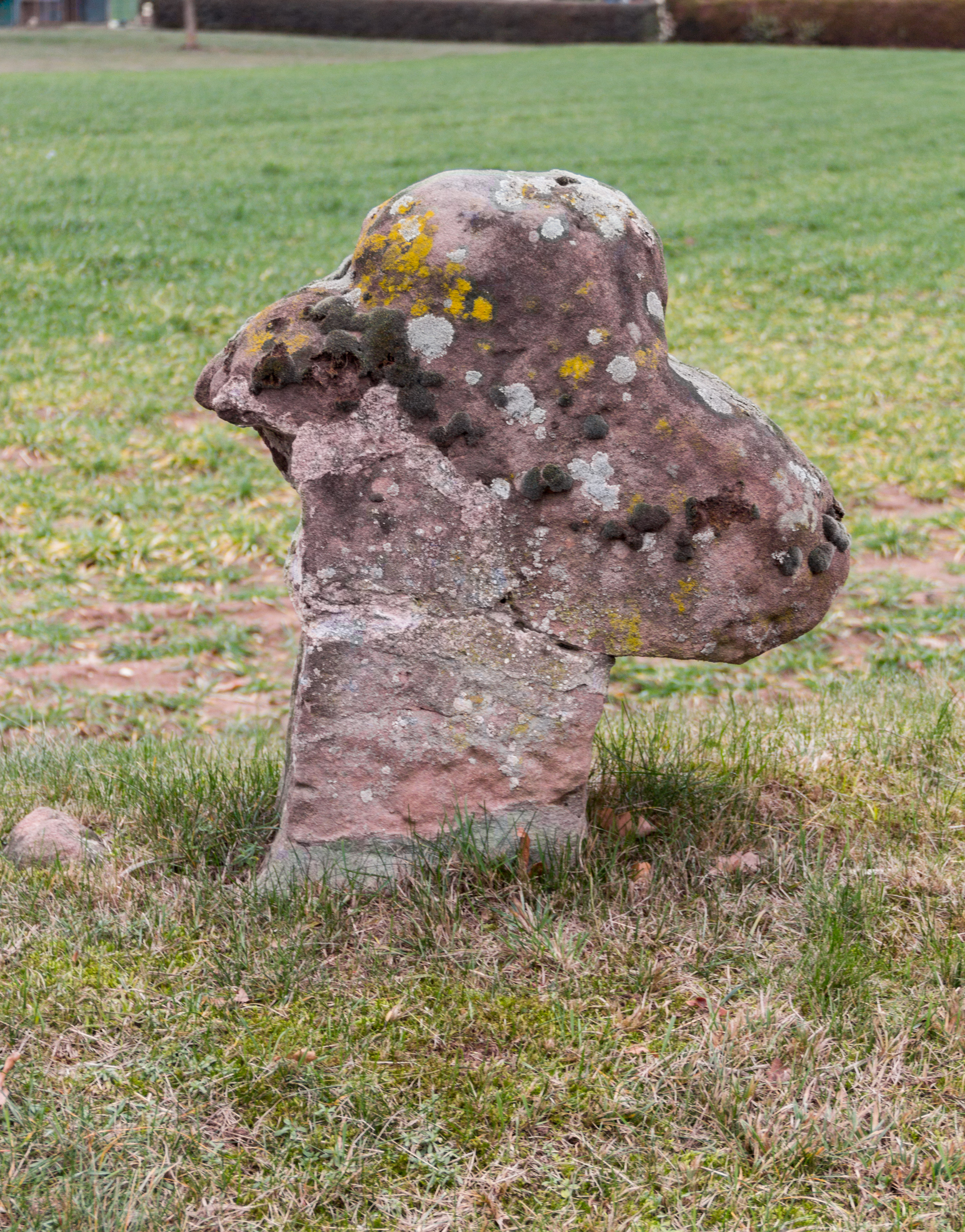
Kreuz 3
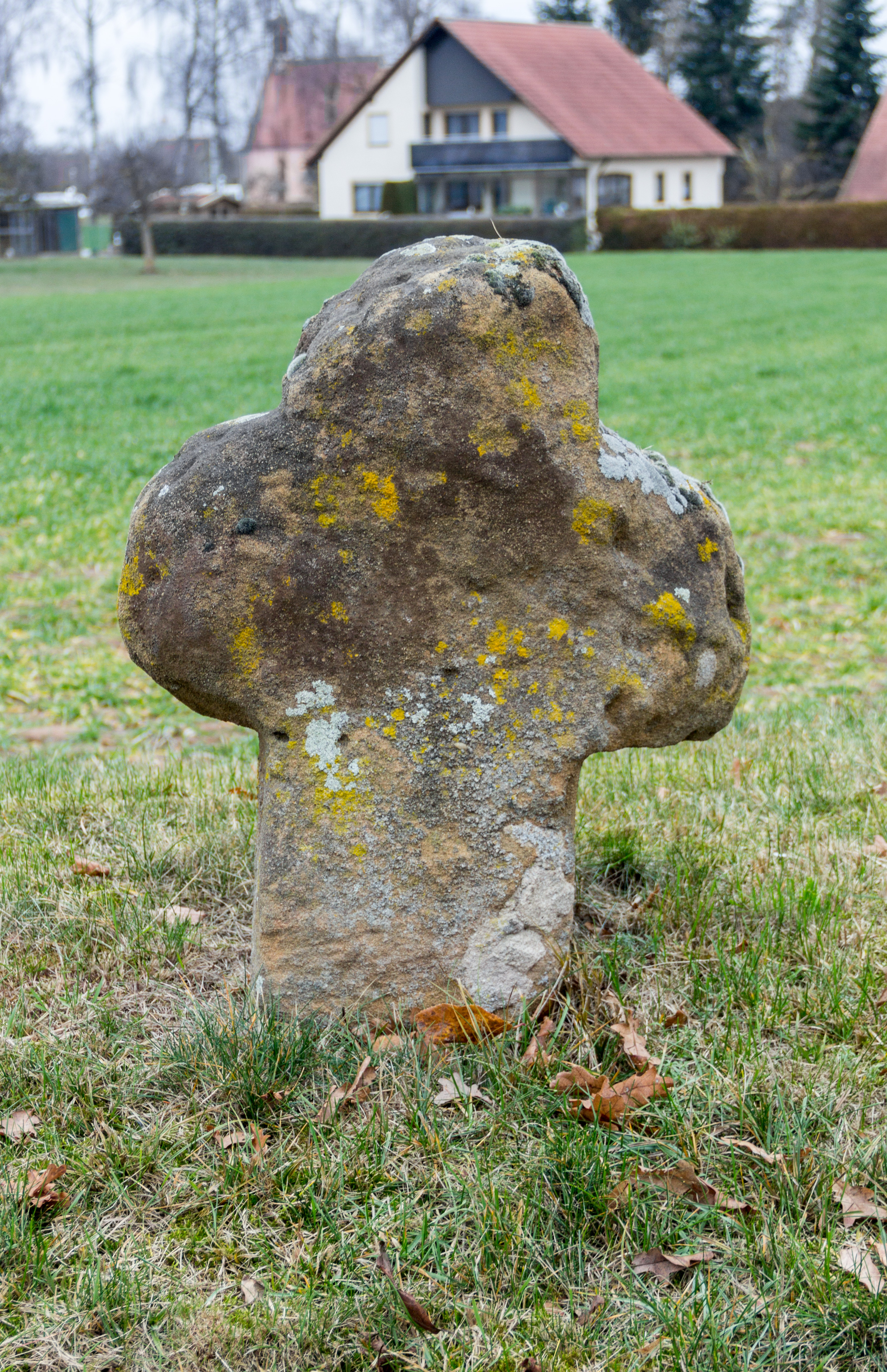
Kreuz 4
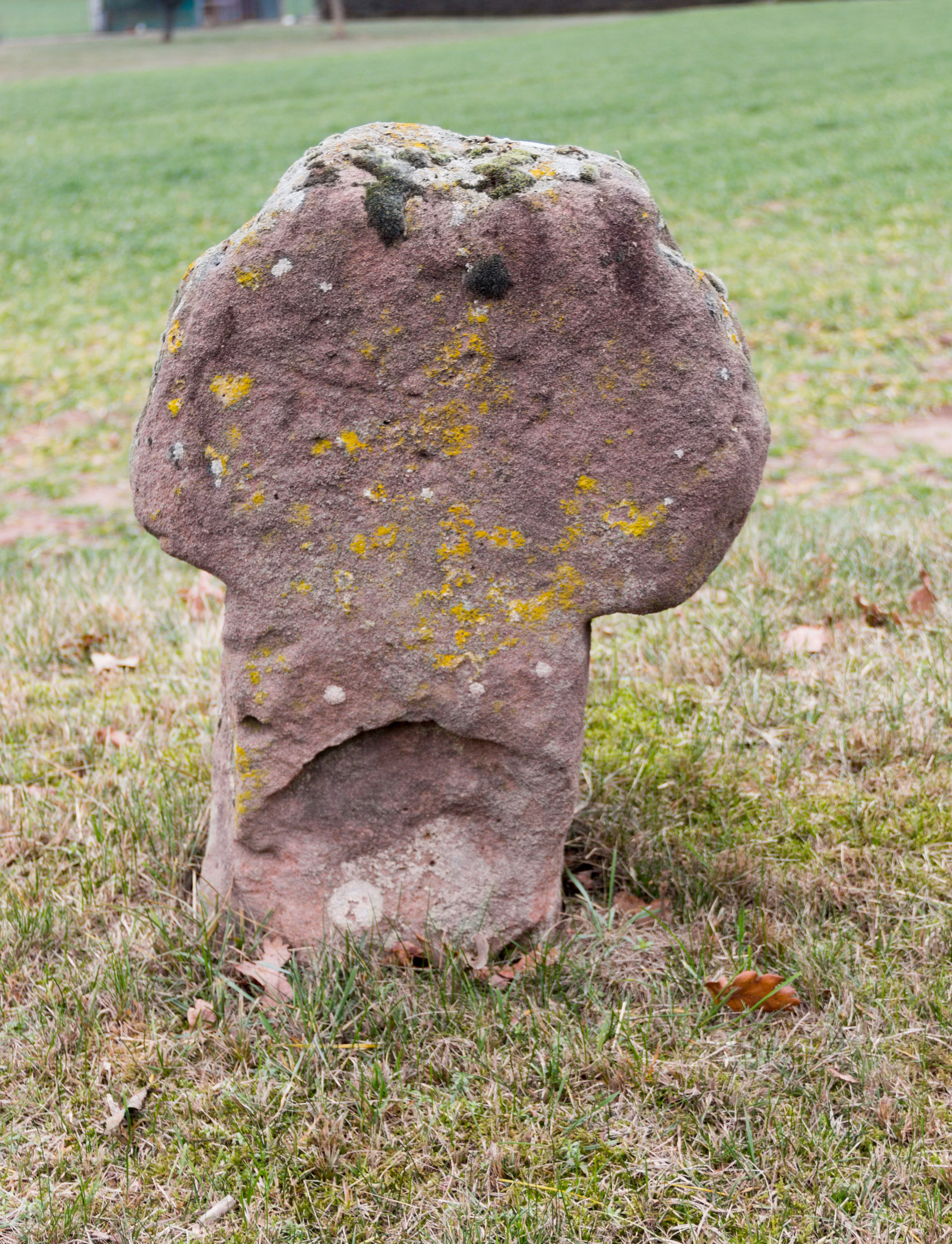
Kreuz 5
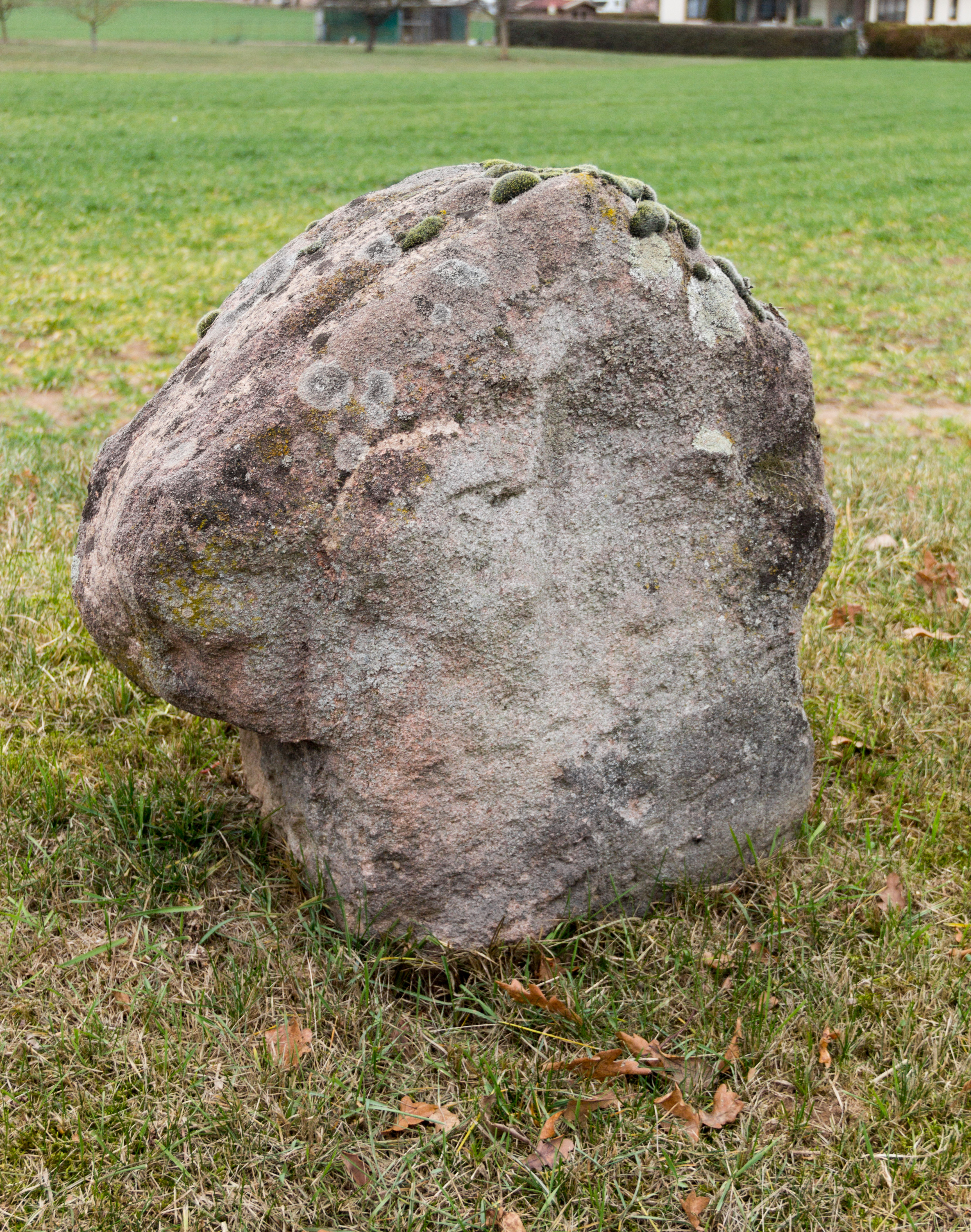
Kreuz 6
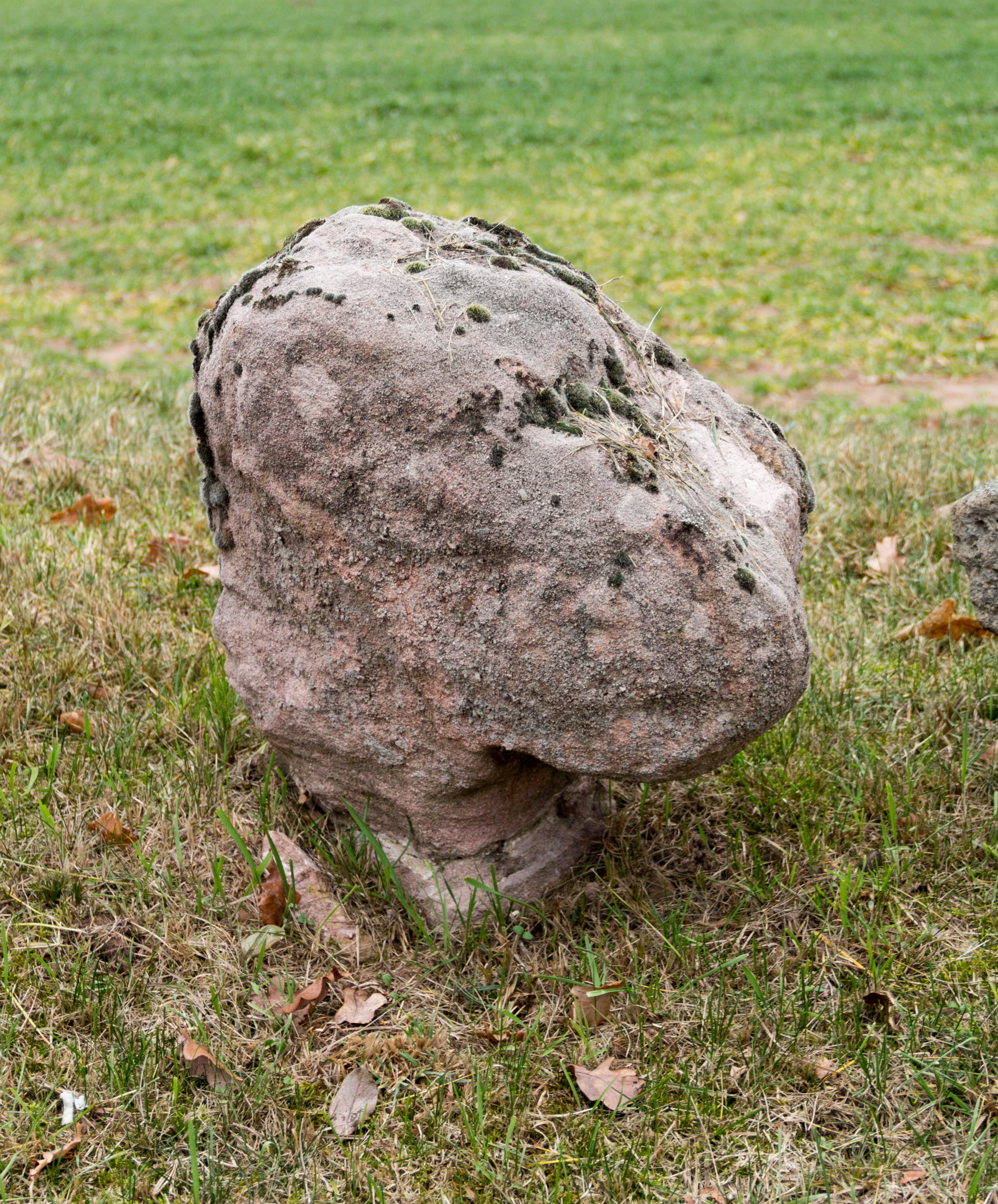
Kreuz 7
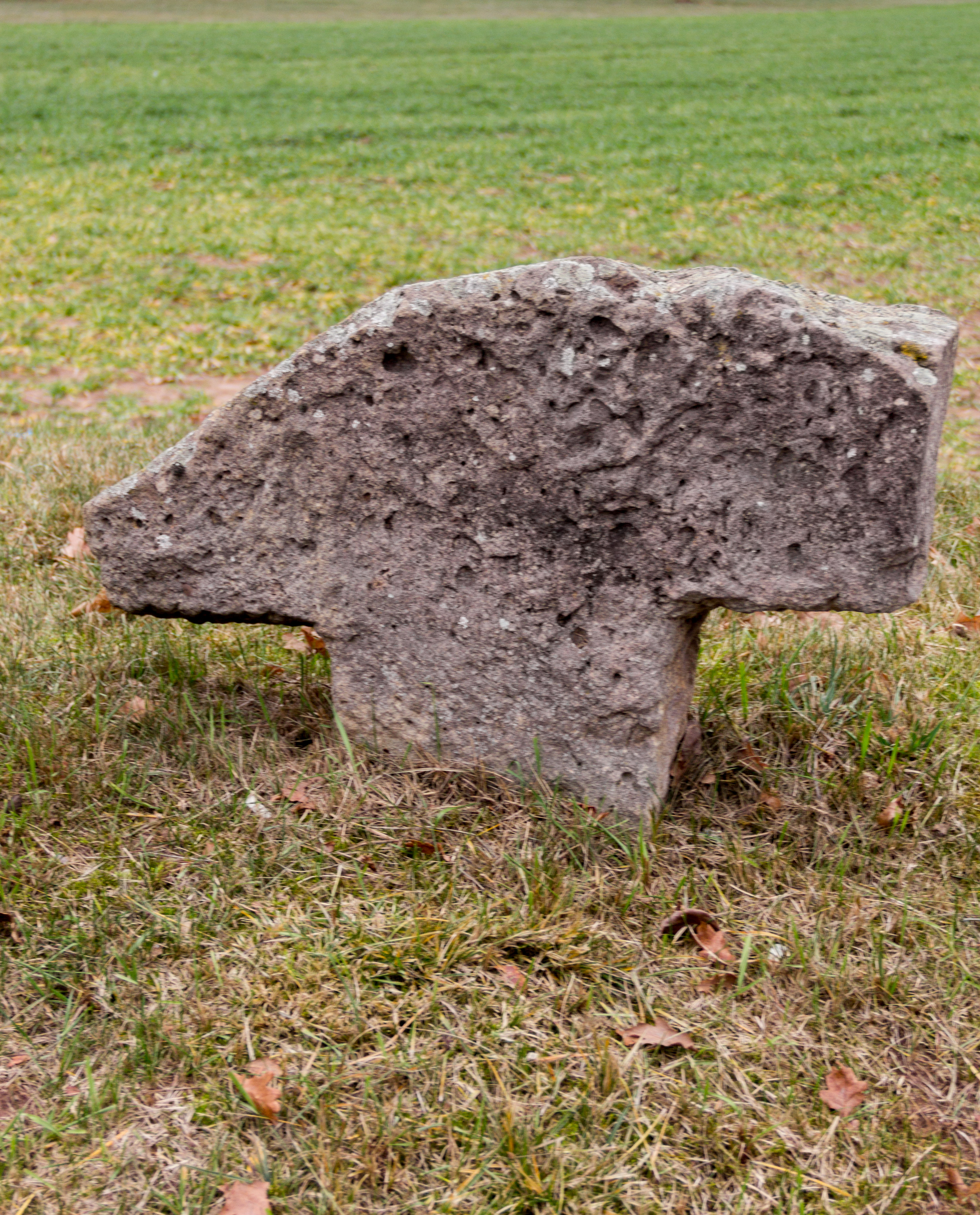
Sockel eines Steinkreuzes
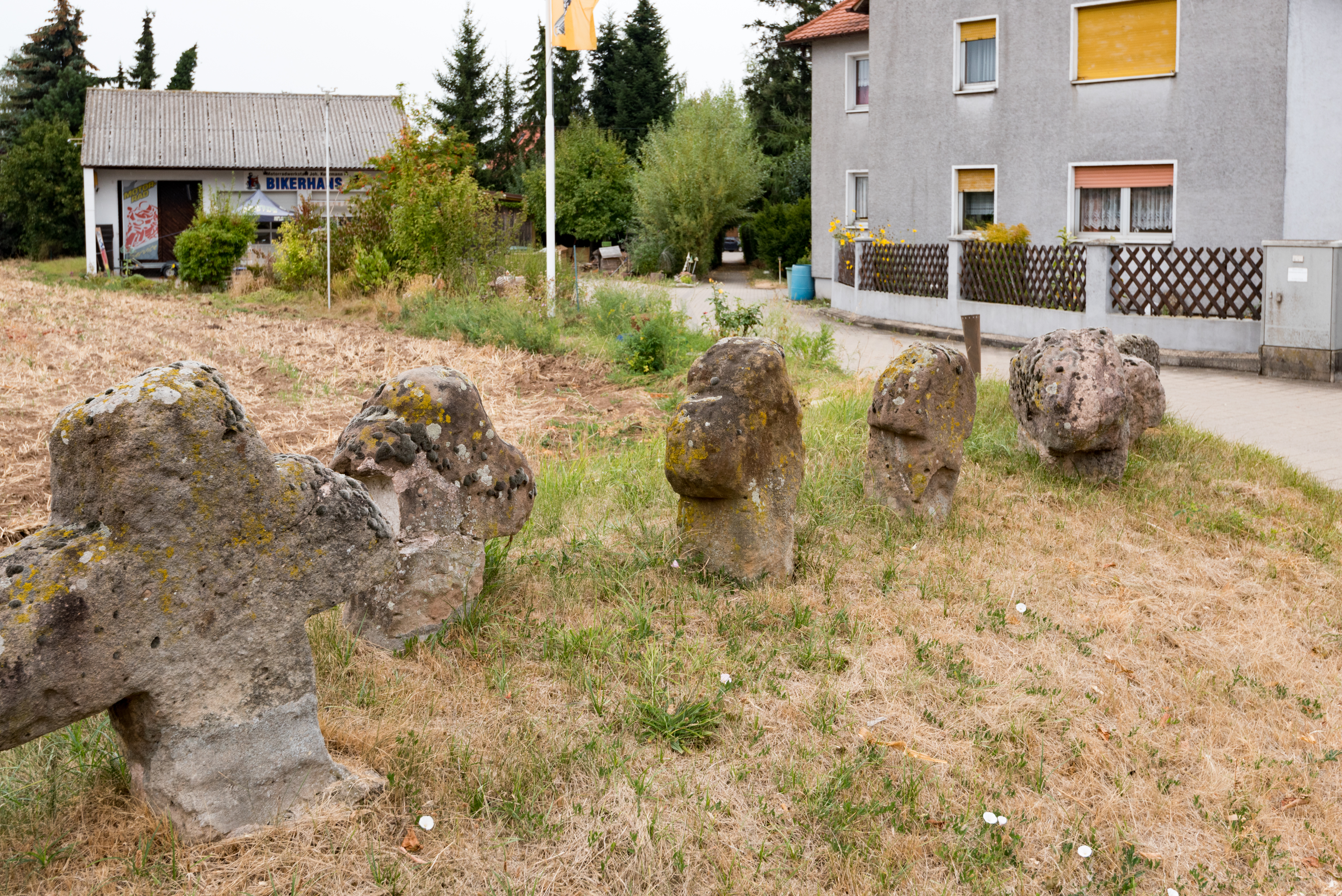
Perspektive